# Lennart Skoglund
Lennart "Nacka" Skoglund, (24 de desembre de 1929 - 8 de juliol de 1975), fou un futbolista suec dels anys 1950.
Dit Nacka pel seu germà gran que jugava al Nacka FF, Lennart Skoglund representà el seu país a dos Mundials, 1950 i 1958.
Jugà a Suècia a Hammarby i AIK i el 1950 marxà a Itàlia on fitxà per l'Inter de Milà. A l'Inter guanyà dues lliuges, 1953 i 1954. Jugà 246 partits al club de Milà i marcà 57 gols. També jugà a Itàlia a la UC Sampdoria i la US Palermo, retornant posteriorment a Suècia.

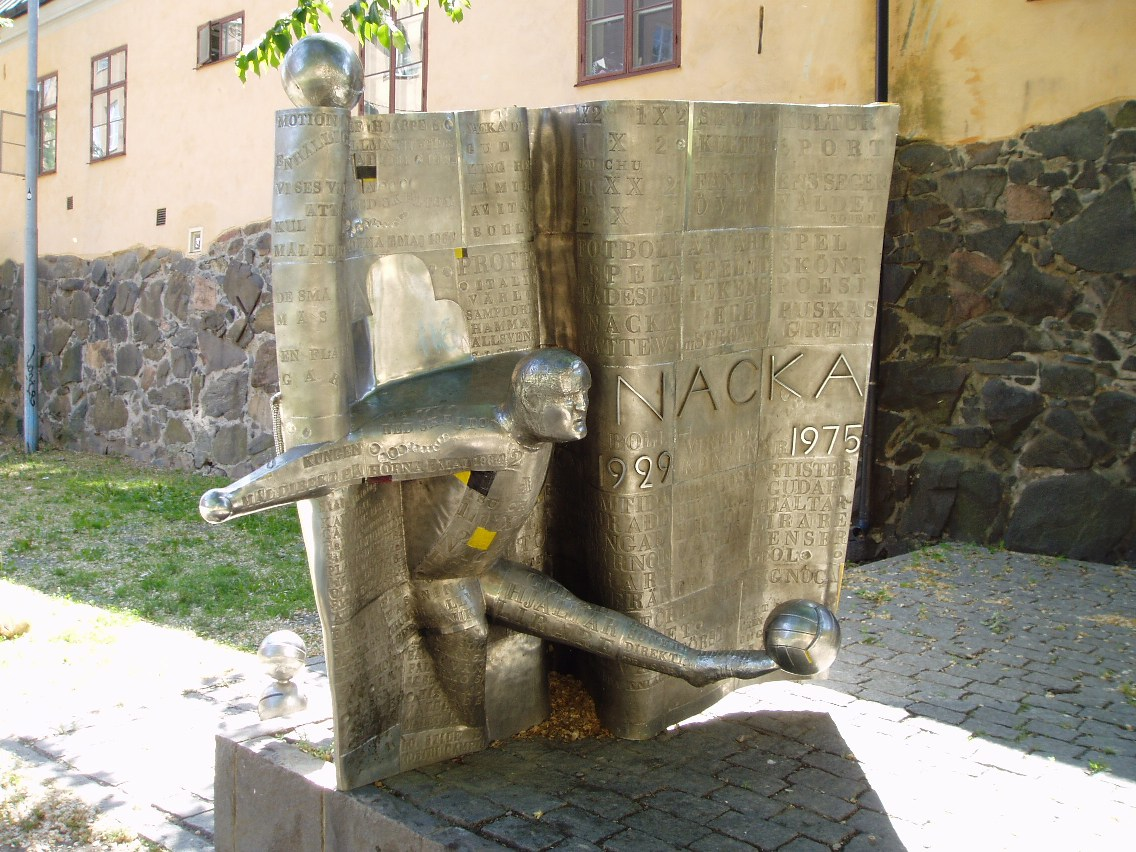
Estàtua dedicada a Skoglund